# Марушівка
Мару́шівка — село в Україні, у Звягельському районі Житомирської області. Населення становить 231 осіб.

## Історія
Колишня назва Мурашівки, колонія Романівецької волості Новоград-Волинського повіту Волинської губернії. Відстань від повітового міста 14 верст, від волості 5. Дворів 53, мешканців 379.

## Населення

### Мова
Розподіл населення за рідною мовою за даними перепису 2001 року:
| Мова       | Кількість | Відсоток |
| ---------- | --------- | -------- |
| українська | 219       | 94.81%   |
| російська  | 10        | 4.33%    |
| білоруська | 1         | 0.43%    |
| румунська  | 1         | 0.43%    |
| Усього     | 231       | 100%     |